# 올림픽 기니비사우 선수단
기니비사우는 1996년부터 매년 하계 올림픽에 선수단을 파견해 왔지만, 아직까지 올림픽 메달을 획득한 적은 없다. 기니비사우 출신의 어떤 선수도 동계 올림픽에 참가한 적이 없다.
국가 올림픽 위원회(National Olympic Committee)는 1992년에 창설되었고, 1995년에 국제 올림픽 위원회(International Olympic Committee)의 승인을 받았다.

## 대회별 메달 집계

### 하계 올림픽 메달 집계
| 경기                  | 선수          | 금 | 은 | 동 | 합계 | 순위 |
| 1996년 애틀랜타       | 3             | 0  | 0  | 0  | 0    | –    |
| 2000년 시드니         | 3             | 0  | 0  | 0  | 0    | –    |
| 2004년 아테네         | 3             | 0  | 0  | 0  | 0    | –    |
| 2008년 베이징         | 3             | 0  | 0  | 0  | 0    | –    |
| 2012년 런던           | 4             | 0  | 0  | 0  | 0    | –    |
| 2016년 리우데자네이루 | 5             | 0  | 0  | 0  | 0    | –    |
| 2020년 도쿄           | 4             | 0  | 0  | 0  | 0    | –    |
| 2024년 파리           | 미래의 이벤트 |    |    |    |      |      |
| 2028년 로스앤젤레스   | 미래의 이벤트 |    |    |    |      |      |
| 2032년 브리즈번       | 미래의 이벤트 |    |    |    |      |      |
| 합계                  | 합계          | 0  | 0  | 0  | 0    | –    |

## 같이 보기
- 하계 올림픽 참가국 목록
- 동계 올림픽 참가국 목록